# Burden (Kansas)
Burden és una població dels Estats Units a l'estat de Kansas. Segons el cens del 2000 tenia 564 habitants.

## Demografia
Segons el cens del 2000, Burden tenia 564 habitants, 210 habitatges, i 158 famílies. La densitat de població era de 410,9 habitants per km².
Dels 210 habitatges en un 37,6% hi vivien nens de menys de 18 anys, en un 56,2% hi vivien parelles casades, en un 11,9% dones solteres, i en un 24,3% no eren unitats familiars. En el 21,4% dels habitatges hi vivien persones soles l'11,4% de les quals corresponia a persones de 65 anys o més que vivien soles. El nombre mitjà de persones vivint en cada habitatge era de 2,69 i el nombre mitjà de persones que vivien en cada família era de 3,12.
Per edats la població es repartia de la següent manera: un 32,6% tenia menys de 18 anys, un 9,2% entre 18 i 24, un 26,6% entre 25 i 44, un 16,1% de 45 a 60 i un 15,4% 65 anys o més.
L'edat mediana era de 32 anys. Per cada 100 dones de 18 o més anys hi havia 95,9 homes.
La renda mediana per habitatge era de 26.641 $ i la renda mediana per família de 33.833 $. Els homes tenien una renda mediana de 29.821 $ mentre que les dones 17.656 $. La renda per capita de la població era de 13.549 $. Entorn del 8,1% de les famílies i el 12,2% de la població estaven per davall del llindar de pobresa.

## Poblacions més properes
El següent diagrama mostra les poblacions més properes.